# Casa de Irene
Casa de Irene foi um seriado brasileiro exibido e produzido pela Rede Bandeirantes em 1983. Foi inspirada no sucesso da série anterior Dona Santa, também com Nair Bello..A série também foi inspirada na música de mesmo nome do cantor italiano Nico Fidenco, regravada por Agnaldo Timóteo.
A série era exibida ás segundas-feiras e cada história contava com um convidado especial, que era o pivô da trama. As história se dividiam entre quatro e cinco episódios exibidos. 

## Enredo
A trama gira em trono da Casa de Irene, uma pensão no bairro da Bexiga em São Paulo, propriedade de Irene (Nair Bello) uma senhora dura e rabugenta, mas que no fundo e doce e bondosa, com seu marido Vitório (Gianfracesco Guaranieri). No pensão ocorrem as mais bizarras e divertidas aventuras envolvendo os inquilinos que ali vivem, bem como; Afonso (Elias Gleizer), um bonvivant que vive as avessas com suas aventuras amorosas - Gina (Françoise Forton), uma feminista que sempre acusa homens por todos os problemas do mundo. Além de um português que se apaixona por todas as mulheres que vê e um musico com ideias revolucionárias. Também há a presença de Isaura (Laura Cardoso), uma empregada atrapalhada que sempre arruma confusões com os inquilinos. 

## Elenco
| Ator/Atriz               | Personagem         |
| ------------------------ | ------------------ |
| Nair Bello               | Irene              |
| Gianfrancesco Guaranieri | Vitório            |
| Tamaturgo Ferreira       | Tito               |
| Flávio Galvão            | João José Bernardo |
| Françoise Forton         | Gina               |
| Neusa Borges             | Shirely Temple     |
| Elias Gleizer            | Afonso             |
| Ivan Lima                | Marisco            |
| Laura Cardoso            | Isaura             |
| Renato Consorte          | Sheik Amir         |
| Zé Carlos de Andrade     | Fernando           |

## Reprise
O seriado foi reprisado entre 9 de setembro de 1991 até 17 de abril de 1992, no horário das 11h subtituindo a reprise de Ninho da Serpente. 